# 111 Ate
111 Ate је астероид главног астероидног појаса. Приближан пречник астероида је 134,55 km,
а средња удаљеност астероида од Сунца износи 2,593 астрономских јединица (АЈ).
Инклинација (нагиб) орбите у односу на раван еклиптике је 4,931 степени, а орбитални период износи 1525,723 дана (4,177 године). Ексцентрицитет орбите астероида износи 0,102.
Апсолутна магнитуда астероида износи 8,02 а геометријски албедо 0,060.
Астероид је откривен 14. августа 1870. године.